# Accidentally in Love
«Accidentally in Love» (с англ. — «Случайно влюбились») — песня американской рок-группы Counting Crows, записанная в 2004 году. В качестве авторов выступили сами участники группы, спродюсировал запись Брендан О’Брейн.
Она стала саундтреком к анимационному фильму «Шрек 2» и была выпущена как сингл в июле 2004 года. Песня имела коммерческий успех, войдя в топ-40 чартов многих стран.
Песня получила номинации на такие премии как «Золотой глобус», «Грэмми», «Оскар».

## Чарты
| Чарт (2004–05)                          | Пиковая позиция |
| --------------------------------------- | --------------- |
| Австралия (ARIA)                        | 11              |
| Австрия (Ö3 Austria Top 40)             | 59              |
| Германия (GfK)                          | 86              |
| Венгрия (Rádiós Top 40)                 | 12              |
| Ирландия (IRMA)                         | 3               |
| Нидерланды (Dutch Top 40)               | 15              |
| Нидерланды (Single Top 100)             | 14              |
| Новая Зеландия (Recorded Music NZ)      | 39              |
| Польша (LP3)                            | 4               |
| Румыния (Romanian Top 100)              | 47              |
| Шотландия (OCC Scotland)                | 24              |
| Великобритания (OCC UK Singles)         | 28              |
| США (Billboard Hot 100)                 | 39              |
| США (Billboard Adult Alternative Songs) | 1               |
| США (Billboard Adult Contemporary)      | 23              |
| США (Billboard Adult Pop Airplay)       | 3               |
| США (Billboard Pop Airplay)             | 35              |

## Сертификации и продажи
| Регион | Сертификация | Продажи  |
| --- | ------------ | -------- |
| Австралия (ARIA) | Золотой      | 35 000^  |
| Великобритания (BPI) | Серебряный   | 200 000  |
| США (RIAA) | Золотой      | 500 000^ |
| ^ Данные о тиражах приведены только на основе сертификации. · Данные о продажах + прослушиваниях приведены только на основе сертификации. |              |          |